# Hannah Teter
Hannah Lee Teter (* 27. Januar 1987 in Belmont, Vermont) ist eine ehemalige US-amerikanische Snowboarderin. Bei den Olympischen Winterspielen 2006 wurde sie im Halfpipe-Wettbewerb Olympiasiegerin, nachdem sie bereits 2004 die Winter-X-Games gewann.

## Werdegang
Teter stammt aus einer Snowboarderfamilie und wuchs wie ihre Brüder mit dem Sport auf. Ihr Bruder Amen Teter fungiert als Coach und Manager und begleitet sie mit dem Rest ihrer Familie zu fast jedem Wettbewerb.
Seit 2001 nimmt Teter an Wettbewerben der FIS und der TTR World Snowboard Tour teil. Dabei erreichte sie im März 2002 mit dem zweiten Platz im Slopestyle bei den Burton US Open im Stratton Mountain Resort ihre erste Podestplatzierung. Zum Beginn der Saison 2002/03 fuhr sie ihr erstes FIS-Weltcuprennen in Valle Nevado, welches sie auf dem vierten Rang beendete. Im Dezember 2002 siegte sie auf der Halfpipe beim U.S. Snowboarding Grand Prix in Park City.
Es folgte ein zweiter Platz auf der Halfpipe beim U.S. Snowboarding Grand Prix am Mount Bachelor und ein dritter Rang im Slopestyle bei den Burton US Open 2003 im Stratton Mountain Resort. Bei den Winter-X-Games 2003 gewann sie Bronze auf der Halfpipe. Im März 2003 holte sie in Sapporo ihren ersten FIS-Weltcupsieg.
Seit der Saison 2003/04 tritt sie nur noch in der Disziplin Halfpipe an. In der folgenden Saison gewann sie beim U.S. Snowboarding Grand Prix in Park City und in Mammoth. Bei den Winter-X-Games 2004 in Aspen holte sie Gold auf der Halfpipe. Im FIS-Weltcup siegte sie in Valle Nevado und in Sapporo. Sie beendete die Saison auf dem 12. Platz im FIS-Gesamtweltcup und dem ersten Platz in der Halfpipewertung im U.S. Grand Prix.

### Snowboard-Weltmeisterschaften 2005
Zum Beginn der Saison 2004/05 holte Teter in Saas-Fee ihren vierten FIS-Weltcupsieg. Es folgten in der Saison weitere Siege beim U.S. Snowboarding Grand Prix in Breckenridge und bei den World Superpipe Championships in Park City.
Im Januar 2005 gewann sie die Bronzemedaille bei den Snowboard-Weltmeisterschaften 2005 in Whistler und eine Woche später bei den Winter-X-Games 2005. Ebenfalls in der Saison belegte sie beim U.S. Snowboarding Grand Prix in Mountain Creek und bei den Burton US Open 2005 in Stratton Mountain Resort den dritten Platz.
Bei den ersten zwei FIS-Weltcuprennen der Saison 2005/06 in Valle Nevado erreichte sie die Weltcupsiege fünf und sechs. Beim U.S. Snowboarding Grand Prix siegte sie in Breckenridge und belegte den zweiten Platz am Mount Bachelor. Den dritten Platz errang sie in Mountain Creek.

### Gold bei den Olympischen Winterspielen 2006
Im Februar 2006 gewann Teter die Goldmedaille bei den Olympischen Winterspielen 2006 in Turin im Halfpipe-Wettbewerb. In der Saison 2007/08 kam sie beim U.S. Snowboarding Grand Prix in Breckenridge und bei den Burton European Open in Laax auf den dritten Platz.
Zum Beginn der Saison 2008/09 siegte Teter bei den Burton Australian Open in Perisher Blue. Es folgten Podestplatzierungen bei der Winter Dew Tour und ein weiterer Sieg beim U.S. Snowboarding Grand Prix in Boreal. Bei den Winter-X-Games 2009 gewann sie die Bronzemedaille. Im Februar 2009 belegte sie bei FIS-Weltcuprennen in Bardonecchia den zweiten Platz und in Cypress den dritten Rang.

### Silber bei den Olympischen Winterspielen 2010
Im Januar 2010 gewann sie Bronze bei den Winter-X-Games 2010 in Aspen.
Zwei Wochen später konnte sie bei den Olympischen Winterspielen 2010 in Vancouver ihren Titel im Halfpipe-Wettbewerb nicht verteidigen und gewann Silber. Im März 2011 errang sie bei den Burton US Open in Stratton Mountain Resort den zweiten Platz. Im selben Monat holte sie bei den Winter-X-Games-Europe 2011 in Tignes die Silbermedaille. Zum Beginn der Saison 2011/12 belegte sie den Burton New Zealand Open in Cardrona.
Bei den Winter-X-Games 2012 gewann sie Bronze. In der Saison 2012/13 erreichte sie bei allen teilgenommenen Rennen eine Top-Zehn-Platzierung. Bei den Burton US Open 2013 in Vail errang sie den zweiten Platz. Die Saison beendete sie auf dem sechsten Rang in der Tourhalfpipewertung. Im Februar 2014 erreichte sie bei den Olympischen Winterspielen in Sotschi den vierten Platz. Beim U.S. Snowboarding Grand Prix und FIS-Weltcuprennen im Dezember 2014 in Copper Mountain kam sie auf den dritten Platz.
Bei den Winter-X-Games 2015 wurde sie Siebte auf der Superpipe. Im folgenden Jahr errang sie den sechsten Platz bei den Winter-X-Games 2016 und den achten Platz bei den X-Games Oslo 2016.

### Winter-X-Games 2017
In der Saison 2016/17 wurde sie Achte bei den Winter-X-Games 2017 und Dritte beim U.S. Snowboarding Grand Prix und Weltcup in Mammoth.

### Privates
Mit ihrer privaten Stiftung Hannah's Gold engagiert sich Teter im sozialen Bereich und ist zudem globaler Botschafter für die Special Olympics.
2005 war sie im Film First Descent zu sehen.

## Auszeichnungen
- 2010 USOC Athlete of the Year